# Suaeda cochlearifolia
Suaeda cochlearifolia är en amarantväxtart som beskrevs av Wol. Suaeda cochlearifolia ingår i släktet saltörter, och familjen amarantväxter. Inga underarter finns listade i Catalogue of Life.